# Die drei kleinen Schweinchen

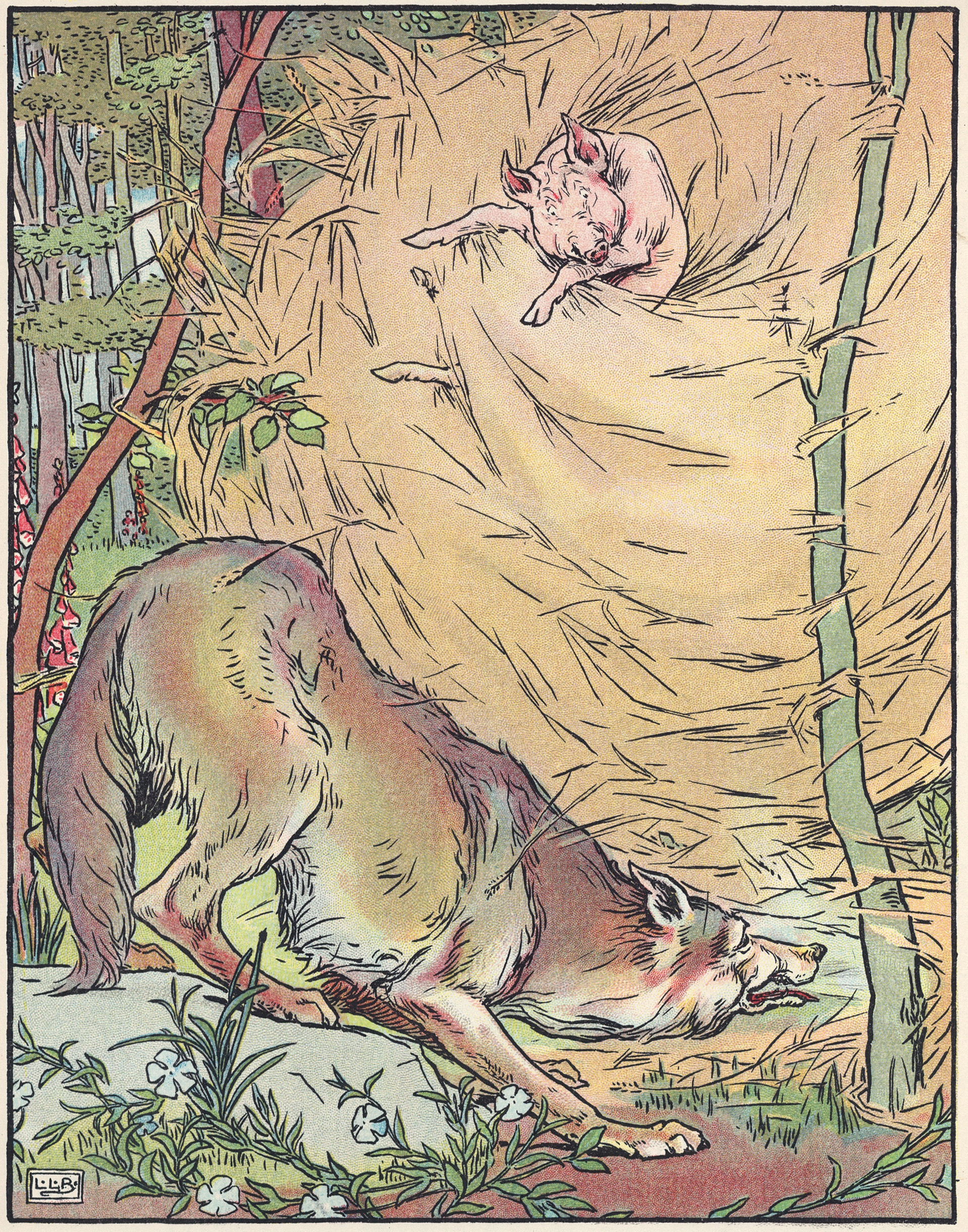
Illustration von Leonard Leslie Brooke (1904)

Die drei kleinen Schweinchen (auch Die drei Schweinchen, Die kleinen Schweinchen, Das Märchen/Die Geschichte von den (drei) kleinen Schweinchen, Drei kleine Schweinchen) ist ein englisches Märchen, das unter anderem von Joseph Jacobs veröffentlicht wurde. Es ist auch im albanischen Sprachraum bekannt.

## Handlung

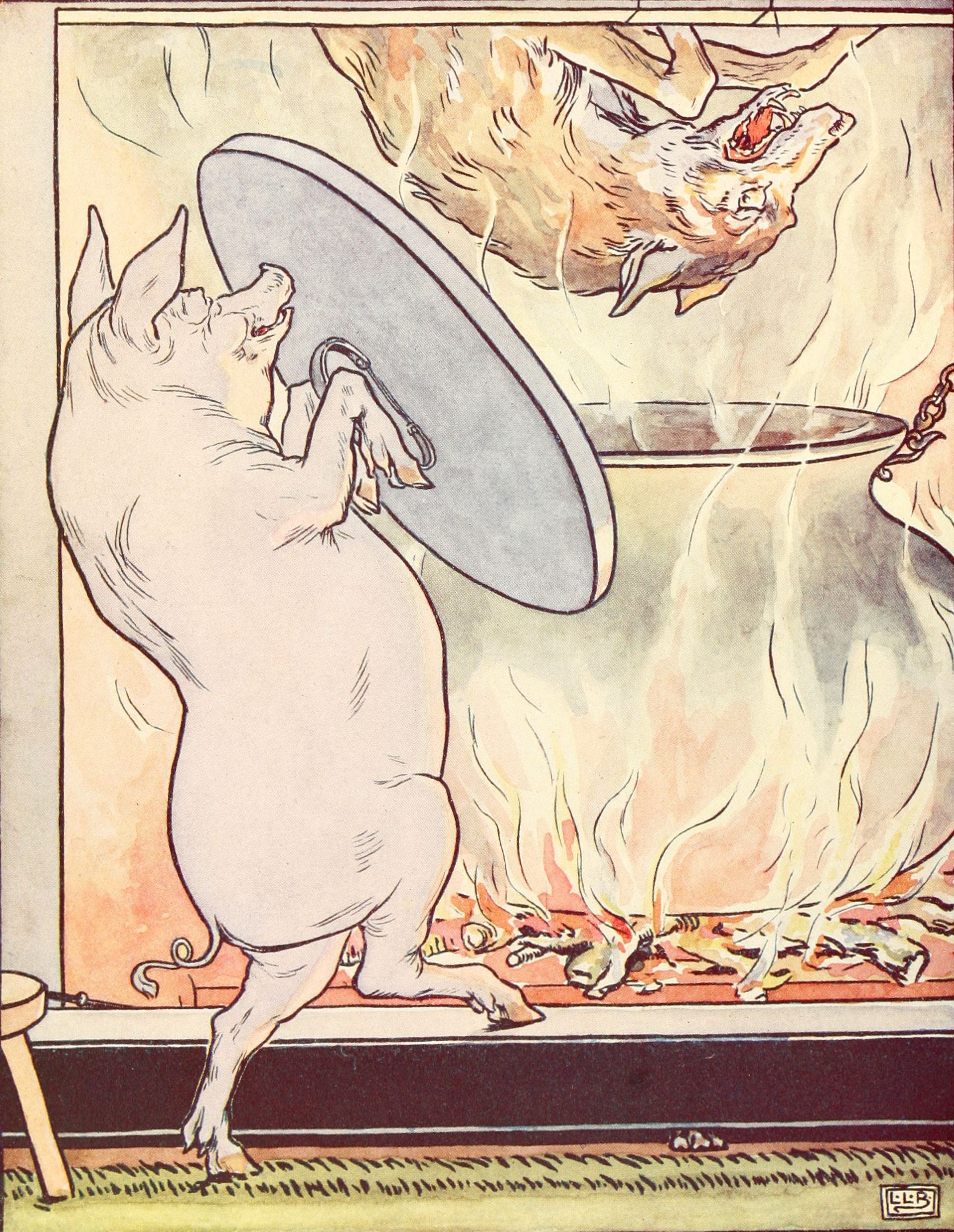
Der Wolf fällt in den Topf, Leonard Leslie Brooke

Die drei Schweinchen sind erwachsen und ziehen aus. Jedes baut ein Haus:  Das erste Schweinchen baut ein Haus aus Stroh, das zweite ein Holzhaus und das dritte ein Haus aus Stein. Der Wolf will die drei fressen, deshalb droht er den ersten beiden, das Haus umzupusten, was ihm gelingt. Die Schweinchen werden gefressen. Als er beim Steinhaus mit Umpusten keinen Erfolg hat, versucht er, durch den Kamin ins Haus zu gelangen. Dabei fällt er jedoch in einen großen Topf mit heißem Wasser, der in dem Kamin über dem Feuer hängt.
In einer abgemilderten Version können die ersten beiden Schweinchen vor dem Wolf fliehen und verstecken sich beim dritten Schweinchen.
Im Original ist das Märchen länger. Der Wolf versucht das dritte Schweinchen zum Rübenernten, Apfelpflücken und zum Jahrmarkt zu überreden. Das Schweinchen überlistet ihn jedes Mal. Erst dann folgt das bekannte Ende mit dem Eindringen über den Kamin.

## Sonstiges

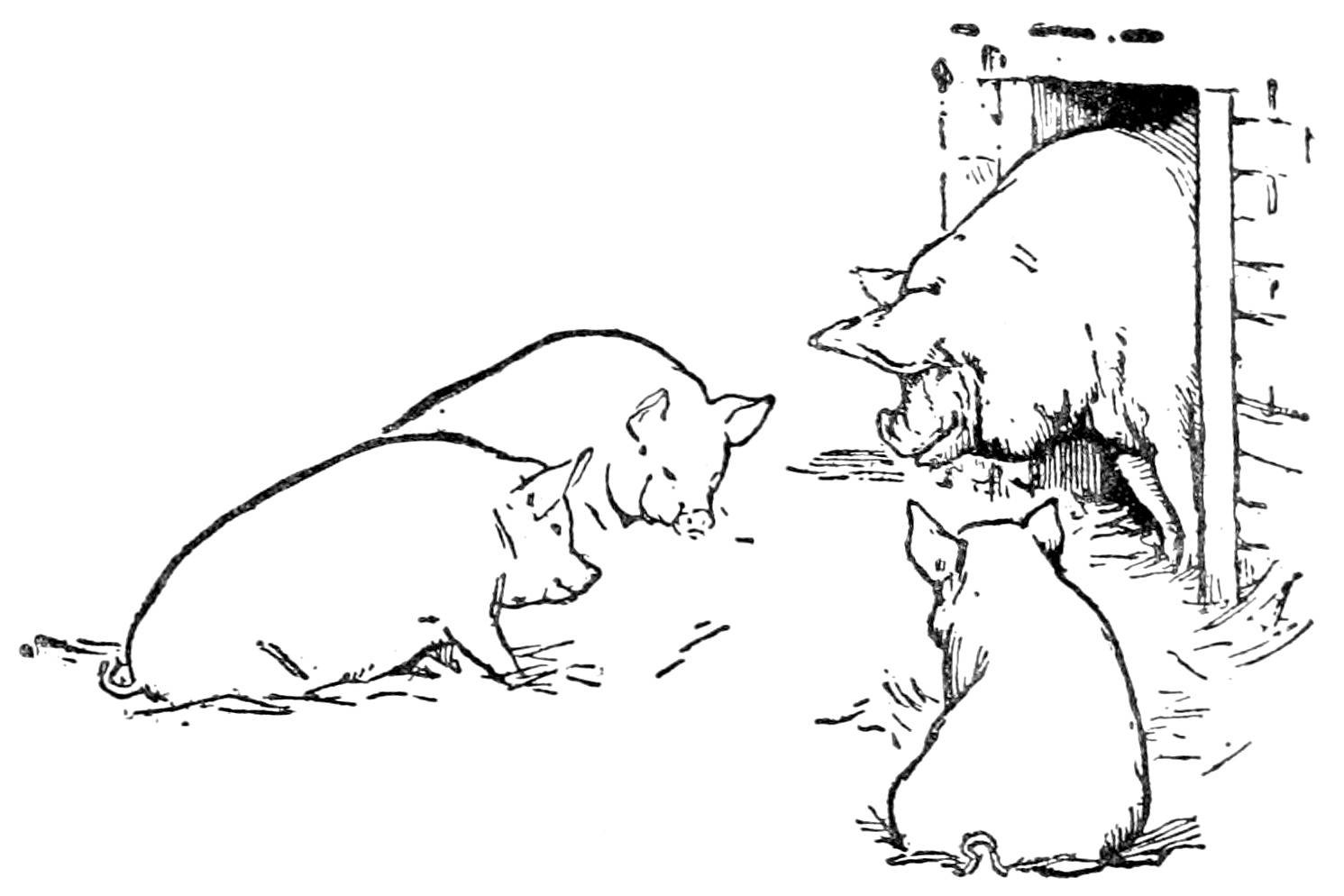
Illustration von John D. Batten in Joseph Jacobs, English Fairy Tales (1895)

Von dem Märchen gibt es auch einige Zeichentrickfilme und Cartoons. Diese greifen das Motiv teilweise auch parodistisch auf.
Der belehrende Teil der Volkserzählung – dass Fleiß und harte, gründliche Arbeit sich auszahlen, während Bequemlichkeit und leichtlebige Unbeschwertheit Probleme schaffen – wurde beibehalten, aber entschärft: Die Schweinchen, die in den Häusern aus Stroh und Holz leben, werden nicht gefressen, wie im Original, sondern können sich in das steinerne Haus des dritten Schweinchens retten. Auch kommt der Wolf hier nicht ums Leben, sondern verbrüht sich lediglich.
In der 1972 im Kinderbuchverlag Berlin erstmals erschienenen Adaption von Elizabeth Shaw werden die drei kleinen Schweinchen Zilli, Billi und Willi genannt. Der Wolf platzt beim Versuch, das Steinhaus wegzupusten.
In einer albanischen Version des Märchens aus der Sammlung Martin Camajs sind es drei Schwestern, die es mit dem Wolf zu tun bekommen. Diese Version wurde 1969 von Michele Neshi erzählt und erhielt im Deutschen den Titel Die drei Schwestern und der Wolf.

## Zeichentrickfilme
Das Thema des Märchens wurde mehrfach als Zeichentrickfilm inszeniert.
- Der Walt-Disney-Film Die drei kleinen Schweinchen (Three Little Pigs) aus der Reihe Silly Symphonies (Regisseur Burton Gillett) wurde am 27. Mai 1933 uraufgeführt und mit dem Oscar für den besten animierten Kurzfilm prämiert. Er lief äußerst erfolgreich als Vorfilm in zahlreichen Kinos. Die drei Schweinchen heißen bei Disney Fiddler, Piper und The Practical Pig (deutsch: Fiedler, Pfeifer und Schweinchen Schlau). 1943 erschien eine Bearbeitung des Films als Werbung für Kriegsanleihen unter dem Titel The Thrifty Pig.
- 1996 erschien mit Die drei kleinen Schweinchen (1996) ein kanadischer Zeichentrickfilm von Karl Holman, der musikalisch untermalt wurde.
- Der 1942 erschienene Propagandafilm Blitz Wolf interpretiert die Geschichte sehr frei; der Wolf ist hier eine Personifikation Adolf Hitlers, der Krieg gegen die Schweinchen führt.
- 1943 erschien Schweinepolka in der Reihe Merrie Melodies als Parodie auf die Disney-Verfilmung von 1935.